# Haidakhan Babaji

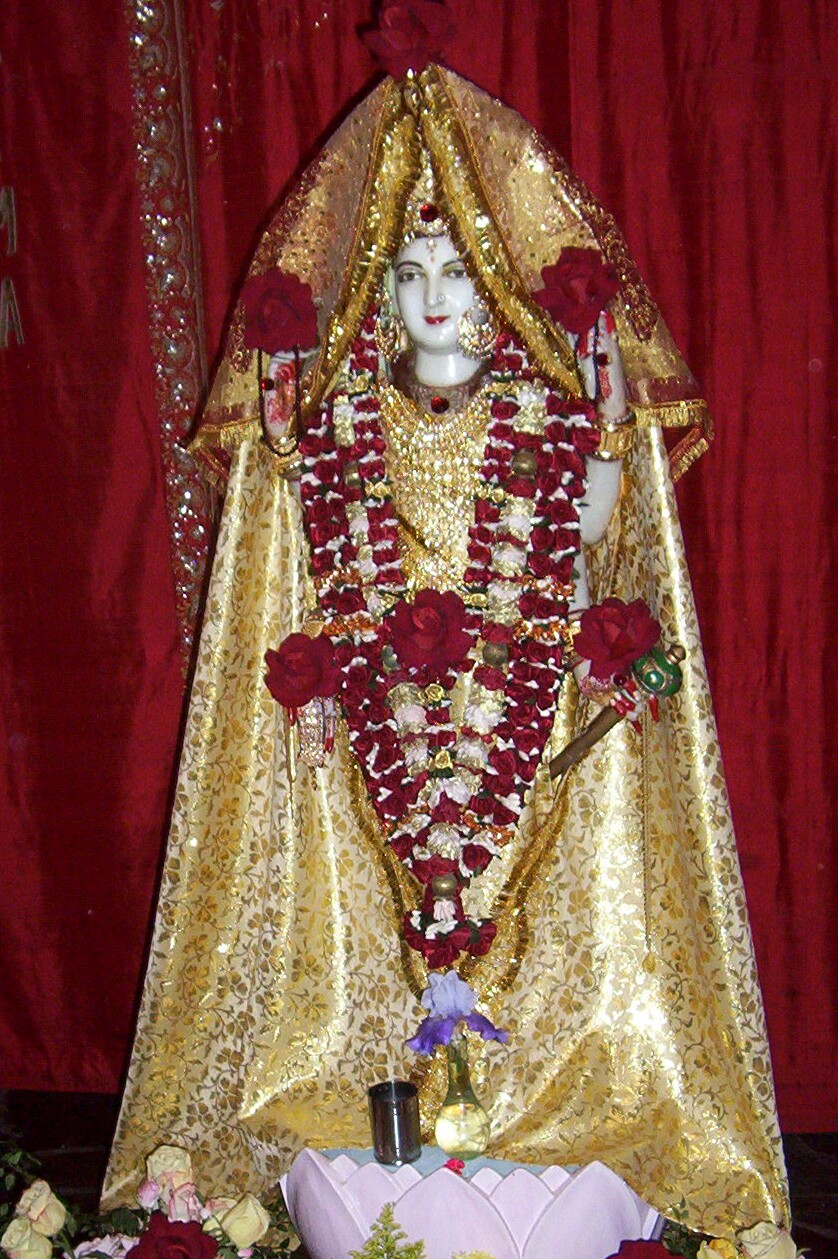

Haidakhan Babaji, sencillamente llamado "Babaji" o Bhole Baba por sus estudiantes y devotos, era un maestro que apareció cerca el pueblo de Haidakhan en India del norte (Uttarakhand) y enseñó públicamente de 1970 a 1984.

## Vida
Según "Las Enseñanzas de Babaji," Haidakhan Babaji apareció en junio de 1970 en una cueva a pie del Kumaon Monte Kailash, al otro lado del río Gautama Ganga, cerca de un pueblo remoto llamado Hairakhan, en el distrito Nainital de Uttrakhand, India. Sus seguidores mantienen que Haidakhan Babaji es un Mahavatar – "una manifestación humana de Dios, no nacido de una mujer."
Se dice que empezando en septiembre de 1970 Haidakhan Babaji estuvo cuarenta y cinco días meditando en un pequeño templo en la cima de Kumaon Mount Kailash, sin abandonar su asiento. En septiembre de 1971, Haidakhan Babaji logró convencer a un tribunal en Haldwani que él era el „Antiguo Hairakhan Baba“, de quién se supuso que estuvo activo en dicha región entre los años 1860 y 1922, y que tenía el derecho sobre el uso de los ashrams en Kathgaria y Haidakhan. En 1971 Haidakhan Babaji empezó a viajar a través de la India, proglamando su mensaje, realizando ceremonias sagradas como por ejemplo yagna, y atrayendo a más devotos. Entre ellos se incluyen celebridades como Shammi Kapoor, y cada vez más persone del occidente. 

Haidakhan Babaji murió el 14 de febrero de 1984, aparentemente por un fallo cardíaco. Está enterrado en Haidakhan Ashram.  Esto es qué Babaji foretold y explicó su muerte:

## Enseñanzas
Haidakhan Babaji mantuvo que: “Todas las religiones están incorporadas en el principio de Verdad, Simplicidad y Amor.” En los años que vivió enseñó de manera intensiva sobre la importancia de vivir una vida sencilla con principios amorosos dentro de la verdad. A pesar de la devoción según las costumbres locales, Haidakhan Babaji explicó que vino para restaurar Sanatana Dharma más que Hindu Dharma (Hinduismo).  Sanatan Dharma puede ser entendido como una religión primordial que refleja las leyes naturales establecidas a principios de la Creación. Nos explica más allá: "He venido para guiar a la humanidad a un camino más alto. No pertenezco a ninguna religión en particular, pero respeto todas las religiones. Busco la elevación de toda la humanidad. "
Haidakhan Babaji puso énfasis en la unidad de todas las religiones expresándolo mediante las siguientes palabras: "En cualquier ciudad siempre hay un sitio central; todas las carreteras en la ciudad o de fuera de la ciudad llegan a aquel sitio central. De modo parecido, todas las religiones guían a un punto, y aquel es Dios mismo; y por tanto siguiendo cualquier religión finalmente lograrás alcanzar a Dios."  Dijo:  " Somos todos uno con cada uno y con Dios." Haidakhan Babaji dijo: "Tendrías que buscar armonía en todo que haceis. Soy armonía . Gracias por vuestro amor."   Haidakhan Babaji proclamó: "Uno puede seguir cualquier religión, uno puede seguir cualquier práctica o camino, pero uno tiene que ser humano."  Dijo: "El mundo ahora es en un estado de confusión. Está adoleciendo tres clases de dolor @– físico, mental, espiritual @– y hay sólo una manera de ser curado de estos. Tenemos que desenraizar inhumanidad y reemplazarlo con humanidad. (…) También hizo la siguiente declaración: "El único hombre cierto es uno que practica el 'humanismo.' (…) Esta es la única manera para tener éxito en la vida."
Babaji habló tantas veces sobre la importancia del trabajo duro y el rendimiento apropiado que Karma Yoga tendría que ser considerado el elemento central en sus enseñanzas.  Babaji a menudo dijo que: "El trabajo es adoración "  y que el trabajo duro es la mejor práctica espiritual.  En otra ocasión dijo: "Si estás comprometido en hacer buenas acciones y sigues haciendo actos buenos,  tendrás un buen sueño, un buen apetito y los pensamientos malos no cruzarán vuestra mente. De lo contrario, siempre estarás criticando a otros. En inacción, vuestras mentes siempre estarán pensando de manera crítica sobre otros. Karma @– Actividad @– es lo único que te puede extraer todos los males.” Babaji También enseñó que "la perfección en trabajo" era el significado real de Kriya Yoga.
Haidakhan Babaji pidió a sus devotos practicar japa, la repetición del nombre de un Dios, mientras hacían Karma Yoga. Explicó que el nombre del Dios es el sonido más potente de la Creación @– "más potente que mil bombas atómicas y de hidrógeno."  @– Y que esto es lo único real .
Haidakhan Babaji recomendó especialmente el uso del mantra "ॐ namaḥ śivāy" (sánscrito: ॐ नमः शिवाय् ) - mientras "ॐ" es mayoritariamente transliterado como "oṃ" o "auṃ" - debido a sus cualidades protectoras, pero también declaró que uno puede utilizar el nombre de cualquier Dios "que su religión tenga." El mantra siempre es escrito internacionalmente simplificado como "Om Namah Shivay" en libros sobre Babaji escritos en inglés u otras lenguas.
Haidakhan Babaji advirtió a sus seguidores sobre la próxima Gran Revolución o Maha Kranti.
Describió Maha Kranti con "terremotos, inundaciones, accidentes, colisiones y guerras (...)." En el contexto de estas próximas calamidades,  pidió valor: “Paseen con valor y bravura. Sigan trabajando para mejorar el género humano y establecer el Camino de Verdad. (…) Luchen por la verdad! Para afrontar la vida tienen que tener todos los días gran valor.” Haidakhan Babaji instó a sus seguidores a estar "inspirados." Declaró: "Todo en este mundo es 'PHURO' @– transitorio. No tiene ninguna realidad. La realidad cierta es para proceder en el camino de la verdad, para mantener la compañía de personas santas, y a rendir servicio a las personas."
Babaji defendió a los menos afortunados. Declaró: "Tendrías que mirar al área de vuestros países donde las personas son pobreza -sin ayuda y entonces haz todo lo que puedas para levantar su nivel de vida, enseñándoles limpieza y moral alta. Servir al necesitado verdaderamente y de corazón es servir de manera cierta a Dios. (...)"

## Rutina espiritual
Babaji Típicamente empezaría su día alrededor 3:00 soy, con un baño, a menudo en frío Gautama Ganga, el cual estuvo seguido por meditación o una ceremonia de fuego. Alrededor 5:00 es vería su devotees para ceremonial chandan (colocando una marca encima frente), seguido por mañana Aarti  (devotional canto) alrededor 6:00 soy Entonces hasta que mediodía todo el mundo sería comprometido en alguna forma de karma yoga. En mediodía la comida única del día era servida, seguido por más karma yoga por la tarde. A veces un más elaborar ceremonia como havan sería actuado alrededor del tiempo de mediodía. Por la tarde, Babaji a veces vería el devotees para audiencias individuales, sabidos como darshan. Entonces habría otro baño, seguido por el anochecer Aarti. Después de que el anochecer Aarti, Babaji daba discursos cortos que constó en "Las Enseñanzas de Babaji."

## Identidad
Haidakhan Babaji fue a menudo preguntado sobre quién era. Él mismo dijo lo siguiente sobre sí mismo:
Antiguo Hairakhan Baba como se mencionó arriba Haidakhan Babaji mantuvo ser idéntico con Hairakhan Baba (también deletreado como Hariakhan) quién vivió alrededor de Hairakhan en los años 1860@–1922.
Mahavatar Babaji  Aparentemente Haidakhan Babaji dijo expresa o implícitamente unas cuantas veces que era idéntico con Mahavatar Babaji descrito en Yogandanda  "Autobiografía de un Yogi."  Esta reclamación es aparentemente discutida por el Self-Realization Fellowship, la sociedad fundada por Paramahansa Yogananda. Las prácticas de estos últimos difiere. Aquellos por Baba Haidakhan eran mucho más sencillas y no implicaban ninguna ceremonia secreta.
Mensajero Haidakhan Babaji a veces se referiría a sí mismo como "mensajero de la revolución”.  A menudo instó a los seguidores a "extender su Mensaje."
Mahaprabhuji En una ocasión Babaji declaró: " soy Bhole Baba (Padre Sencillo). Soy nadie y nada. Soy sólo como un espejo en el que te puedes ver. Soy como un fuego. No te mantengas demasiado lejos o no recibirás calor. Pero tampoco te acerques demasiado ya que te puedes quemar. Aprende la distancia correcta. Mi nombre es Maha Prabhuji (El Dios Grande)." Vishnu Dutt Shastriji dijo lo siguiente sobre Mahaprabhuji: "Sentado aquí en Haidakhan, Mahaprabhuji tiene control sobre cada partícula de la Creación por el poder de Su mero deseo, por Su pensamiento. (...) Mahaprabhuji tiene control sobre los elementos, sobre el mundo espiritual @– por no mencionar sobre el mundo de los hombres. Es el Creador, Sostenedor y Destructor del mundo. Ni una sola hoja de hierba puede crecer a menos que Él lo quiera. Se ha encarnado en un cuerpo humano para el bienestar de humanidad. Su único deseo @– es hacer posible para el mundo entero el ser liberado. El hace lo sumo para alcanzar la liberación del mundo."
El Gurú de todos los Gurúes @– Gaura Devi mencionó a Babaji diciendo: "Soy el Gurú de nadie, pero soy el Gurú  de gurúes."
Estoy en todas partes Haidakhan Babaji fue grabado diciendo: "Estoy en todas partes @– en cada una de vuestra respiración. He venido para ayudarte a darte cuenta que la unidad está más allá de la división. Te mostraré una libertad que no has imaginado. Tienes que buscar aquella unidad en donde hay conciencia que todos somos uno. Busca armonía en todo lo que haces. Soy armonía . Si estás en paz, yo estoy en paz. Si estás agitado, yo estoy agitado. Si eres feliz, yo soy feliz. Se feliz. Ten fe @– todo depende de la fe."